# San Pablo repülőtér
San Pablo repülőtér (IATA: SVQ, ICAO: LEZL) egy nemzetközi repülőtér Sevilla közelében. A légikikötő 1919-ben nyílt meg. Éves utasforgalma 7 544 473 fő (2019). Üzemeltetője az AENA.

## Forgalom
Az utasforgalom az elmúlt években az alábbi módon változott:
| Utasok száma | 906 000 | 1 154 000 | 2 116 000 | 2 269 565 | 3 871 785 | 4 224 718 | 3 687 714 | 4 625 314 | 7 544 473 | 6 779 453 |
|              | 1994    | 1997      | 2000      | 2003      | 2006      | 2010      | 2013      | 2016      | 2019      | 2022      |

## Kifutópályák
A repülőtér futópályái:
- 09/27 (3362 m, 45 m, aszfalt)

## Légitársaságok és úticélok
2025-ben a San Pablo repülőtérről az alábbi járatok indulnak (Utoljára frissítve: 2025-08-16):
| Légitársaság          | Célállomások |
| --------------------- | --- |
| Aegean Airlines       | Szezonális: Athens |
| Aer Lingus            | Szezonális: Dublin |
| Air Europa            | Szezonális: Palma de Mallorca,[forrás?] Tenerife–North[forrás?] |
| Air France            | Párizs-Charles de Gaulle repülőtér |
| Austrian Airlines     | Bécs |
| British Airways       | London–Gatwick |
| easyJet               | Amszterdam (kezdődik 2025 október 27-től), Basel/Mulhouse, Berlin (kezdődik 2025 október 27-től), Genf, London–Gatwick, Lyon (kezdődik 2025 október 26-tól), Milan–Malpensa (kezdődik 2025 október 27-től) |
| Edelweiss Air         | Zürich |
| Eurowings             | Düsseldorf |
| Iberia                | Almería, Madrid, Melilla, Valencia Szezonális: Funchal, Lanzarote[forrás?] |
| Lufthansa             | Frankfurt, München |
| Pegasus Airlines      | Istanbul–Sabiha Gökçen |
| Royal Air Maroc       | Casablanca |
| Ryanair               | Alicante, Barcelona, Beauvais, Bergamo, Birmingham, Bologna, Budapest, Cagliari, Catania, Charleroi, Köln/Bonn, Cork, Dublin, Edinburgh, Eindhoven, Fuerteventura, Gran Canaria, Hahn, Ibiza, Karlsruhe/Baden-Baden, Krakow, Lanzarote, Lisbon, London–Luton, London–Stansted, Malta, Manchester, Marrakesh, Marseille, Milan–Malpensa, Nantes, Naples, Nuremberg, Palma de Mallorca, Pisa, Porto, Prága, Rabat, Róma–Fiumicino, Santiago de Compostela, Tangier, Tenerife–North, Tenerife–South, Toulouse, Treviso, Turin, Valencia, Bécs, Vitoria, Varsó–Chopin (kezdődik 2025 október 29-től), Weeze, Wrocław (kezdődik 2025 december 6-tól) Szezonális: Bari, Billund,[forrás?] Brive, Luxembourg,[forrás?] Menorca, Tétouan, Trapani, Trieste |
| Scandinavian Airlines | Szezonális: Koppenhága, Stockholm–Arlanda |
| TAP Air Portugal      | Lisbon |
| Transavia             | Amszterdam, Bordeaux, Brüsszel, Eindhoven, Lyon, Montpellier, Nantes, Párizs–Orly, Rotterdam/The Hague (kezdődik 2025 október 28-tól), Toulouse (kezdődik October 2025) |
| Turkish Airlines      | Istanbul (kezdődik 2025 szeptember 17-től) |
| Volotea               | Asturias, Bilbao, Bordeaux (kezdődik 2025 november 4-től),[forrás?] San Sebastián, Santander, Verona (kezdődik 2025 november 6-tól) |
| Vueling               | Asturias, Barcelona, Bilbao, Fuerteventura, Gran Canaria, Ibiza, Lanzarote, Palma de Mallorca, Párizs-Charles de Gaulle repülőtér, Santiago de Compostela, Tenerife–North, Valencia Szezonális: Brüsszel, Essaouira (kezdődik 2025 október 4-től), London–Gatwick |
| Wizz Air              | Bukarest–Otopeni, London–Luton (kezdődik 2026 március 29-től), Milan–Malpensa (kezdődik 2025 október 26-tól), Róma–Fiumicino, Varsó–Chopin |